# Flügel (Militär)
Als Flügel werden die seitlichen Enden einer Front bezeichnet. Dabei hat jede in der Front stehende Einheit eigene Flügel. Einheiten, die in der Mitte der Front stehen, sind mit den Flügeln beiderseits angelehnt. Einheiten, die am seitlichen Ende einer Front stehen, sind mit einem Flügel angelehnt, während der andere Flügel hängt. Die Flügel der gesamten Front gelten als angelehnt, wenn sie an ein natürliches Hindernis (Berg, Sumpf, See, Fluss) grenzen.
Flügel gehören wie Flanke und Rücken einer Formation zu den bevorzugten Zielen von Angriffen. Um sich vor solchen Angriffen zu schützen, können die Flügel rückwärts eingeschwenkt oder rückwärts gestaffelt werden. Eingeschwenkte Flügel stehen in tiefer Gliederung, gestaffelte Flügel stehen hinter der eigentlichen Front in breiter Formation.
Von der militärischen Bedeutung des Begriffs Flügel leitet sich auch der Ausdruck Flügelmann, für den am rechten Flügel (also ganz rechts) stehenden Soldaten einer Einheit.